# Molala
El molala (també molale, molele) és una llengua indígena americana extinta parlada a Oregon central (Estats Units) pels molales. Encara que cap a 1950 quedaven uns centenars de descendents de l'ètnia original, no quedaven ja parlants de la llengua, per la qual cosa és una llengua morta.

## Aspectes històrics, socials i culturals

### Dialectes
Hi havia diverses variants del molala:
- Molala septentrional, parlat a Oregon meridional a Cascade Range
- Molala de l'alt Santiam, parlat al llarg del riu Santiam en les cascades d'Oregon central.
- Molala meridional,

## Classificació
El molala es considera part del penutià de l'altiplà i es considera que podria estar emparentada més properament amb el cayuse, encara que anteriorment s'havia considerat una llengua aïllada perquè existeixen moltes diferències entre moltes llengües. Berman (1963) va presentar una quantitat important d'evidència lèxica i gramatical relacionant el molala amb el lutuami (klamath-modoc).